# Tenoch Huerta
José Tenoch Huerta Mejía (Ecatepec de Morelos, 1981. január 29. –) mexikói színész.
Legismertebb alakítása Rafael Caro Quintero a Narcos: Mexikó című sorozatban. A Fekete Párduc 2. című filmben is szerepelt.

## Fiatalkora
1981. január 29-én született Ecatepec de Morelosban. Édesapja, aki filmrajongó volt, beíratta őt egy színészképzésre.
Őslakos, anyai ágon nahua, apai ágon purépecha. Nem vallja magát őslakosnak, azonban arra bátorítja az embereket, hogy a közösségen belül és kívül is ismerjék meg jobban őslakos örökségüket.

## Pályafutása
2021-ben a Megtisztulás éjjel-nappal című filmben szerepelt. 2022-ben a Fekete Párduc 2. című filmben szerepelt.

## Filmográfia

### Filmek
| Év   | Magyar cím                   | Eredeti cím                                  | Szerep                                   | Magyar hang   |
| ---- | ---------------------------- | -------------------------------------------- | ---------------------------------------- | ------------- |
| 2006 |                              | Así del precipicio                           | ablak tisztító                           |               |
| 2007 |                              | Malamados, en la soledad todo esta permitido | Aarón                                    |               |
| 2007 |                              | Déficit                                      | Adán                                     |               |
| 2007 | A zóna                       | La zona                                      | Mario                                    |               |
| 2008 | Sleep dealer – Álom-gyár     | Sleep Dealer                                 | David Cruz                               |               |
| 2008 |                              | Café paraíso                                 | Gallo                                    |               |
| 2008 | Majdnem dívák                | Road to Fame                                 | Domingo                                  |               |
| 2008 |                              | Nesio                                        | El Araña                                 |               |
| 2008 |                              | Soy mi madre                                 | Ramón                                    |               |
| 2008 | A bosszú angyalai            | Just Walking                                 | David                                    |               |
| 2009 |                              | Sin nombre                                   | Lil' Mago                                |               |
| 2009 |                              | El horno                                     | Fiú                                      |               |
| 2010 |                              | Marea alta                                   | Gerónimo                                 |               |
| 2010 |                              | Depositarios                                 | Andrés                                   |               |
| 2010 |                              | Chicogrande                                  | Terán                                    |               |
| 2010 |                              | ¿Cómo has estado?                            | Obsmar                                   |               |
| 2010 | A pokol mélyén               | El Infierno                                  | Ördög                                    |               |
| 2010 |                              | Busco empleo                                 | Ramn                                     |               |
| 2011 |                              | Cristeros y Federales                        | katona                                   |               |
| 2011 | Türelmi idő                  | Días de gracia                               | tanár                                    |               |
| 2012 | Börtönregény                 | Vacaciones en el infierno                    | Carlos                                   |               |
| 2012 |                              | Colosio: El asesinato                        | Jesús "Chuy"                             |               |
| 2012 |                              | De tierra                                    | Julio"                                   |               |
| 2012 |                              | La vida precoz y breve de Sabina Rivas       | Juan                                     |               |
| 2012 |                              | Penumbra                                     | Ángel                                    |               |
| 2013 |                              | La banqueta                                  | Abel                                     |               |
| 2013 |                              | Stand Clear of the Closing Doors             | Ricardo Sr.                              |               |
| 2014 |                              | Güeros                                       | Sombra                                   |               |
| 2014 |                              | Mercy                                        | Él                                       |               |
| 2014 | Escobar: Az elveszett éden   | Escobar: Paradise Lost                       | Roldano atya                             |               |
| 2014 |                              | El más buscado                               | Charro Misterioso / Alfredo Ríos Galeana |               |
| 2015 | A harminchármak              | The 33                                       | Carlos Mamani                            | Jéger Zsombor |
| 2015 |                              | Semana Santa                                 | Chávez                                   |               |
| 2015 |                              | Camino                                       | Alejo                                    |               |
| 2015 | Spectre – A Fantom visszatér | Spectre                                      | Mexikói férfi                            |               |
| 2015 |                              | Las Aparicio                                 | Juan                                     |               |
| 2016 | Teher                        | La carga                                     | Francisco Tenamaztle                     |               |
| 2016 |                              | Vive por mí                                  | Gavilán                                  |               |
| 2017 | A csend adta biztonság       | El silencio es bienvenido                    | katona                                   |               |
| 2017 |                              | El autor                                     | Enrique                                  |               |
| 2017 |                              | Tigers Are Not Afraid                        | El Chino                                 |               |
| 2017 |                              | Debris                                       | Armando                                  |               |
| 2018 |                              | Bel Canto                                    | Benjamín                                 |               |
| 2020 | Királylepkék fia             | Son of Monarchs                              | Mendel                                   |               |
| 2020 | Sötét erők                   | Dark Forces                                  | Franco                                   |               |
| 2021 | Megtisztulás éjjel-nappal    | The Forever Purge                            | Juan                                     |               |
| 2021 | Párhuzamos anyák             | Madres                                       | Beto                                     |               |
| 2022 | Fekete Párduc 2.             | Black Panther: Wakanda Forever               | Namor                                    | Lukács Dániel |

### Televíziós szerepek
| Év        | Magyar cím            | Eredeti cím           | Szerep                       | Megjegyzések |
| --------- | --------------------- | --------------------- | ---------------------------- | ------------ |
| 2008      |                       | Capadocia             | Toño                         | 2 epizód     |
| 2011      |                       | El Encanto del Águila | Emiliano Zapata              | 5 epizód     |
| 2012      |                       | Cloroformo            | El Búfalo                    | 13 epizód    |
| 2015–2016 | Mozart a dzsungelben  | Mozart in the Jungle  | Manuel                       | 2 epizód     |
| 2016      |                       | Hasta Que Te Conocí   | Nereo                        | 3 epizód     |
| 2016–2017 |                       | Blue Demon            | Alejandro Muñoz / Blue Demon | főszereplő   |
| 2018      |                       | Here on Earth         | Adán Cruz                    | 8 epizód     |
| 2018–2020 | Narcos: Mexikó        | Narcos: Mexico        | Rafael Caro Quintero         | 11 epizód    |
| 2023      | Jodie, a kiválasztott | The Chosen One        | Lemuel                       | minisorozat  |